# Schronisko PTTK na Przegibku

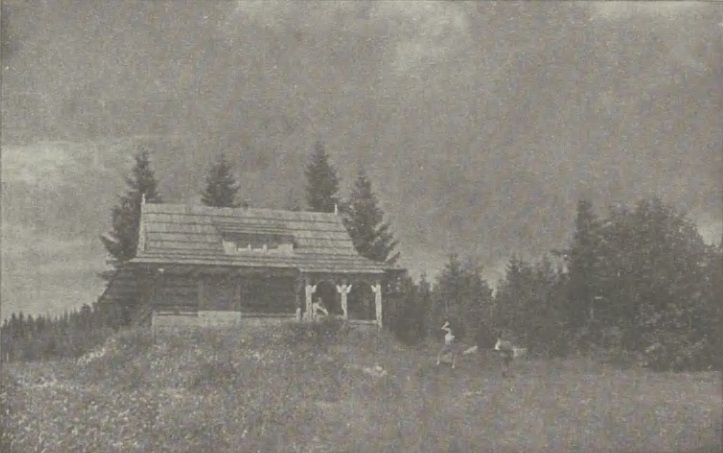
Oryginalna bryła budynku

Schronisko PTTK na Przegibku – górskie schronisko turystyczne Polskiego Towarzystwa Turystyczno-Krajoznawczego, położone w południowo-zachodniej części Beskidu Żywieckiego, na Przełęczy Przegibek, na wysokości 1000 m n.p.m. Schronisko leży na terenie Żywieckiego Parku Krajobrazowego, otoczone widokami na Wielką i Małą Rycerzową oraz Wielką i Małą Raczę.

## Historia

### Początki
Budynek schroniska powstał w 1923 roku jako prywatny dom letniskowy Józefa Pietrusiewicza z Żywca, jednego z twórców sekcji narciarskiej Oddziału Babiogórskiego w Żywcu Polskiego Towarzystwa Tatrzańskiego. Zimą przyjmował on w nim wycieczki narciarskie organizowane przez PTT, a w 1928 Oddział Babiogórski założył tam stację turystyczną (Edward Moskała podaje rok 1931, być może za informacją w Sprawozdaniu PTT z 1936 roku). Po śmierci Pietrusiewicza niezagospodarowany obiekt w 1935 roku został wykupiony przez Oddział Bielski PTT, który urządził w nim schron turystyczny. Budynek oddano w zarząd koła z Dziedzic, które po zabezpieczeniu wejścia drugimi drzwiami, uszczelnieniu ścian mchem, uzupełnieniu wyposażenia kuchni i wstawieniu łóżek z pościelą oddało go do użytku jako jednoizbowe schronisko niezagospodarowane – klucze do obiektu znajdowały się w siedzibie Koła, siedzibie Oddziału oraz u zarządzającego nieruchomością sąsiada Stanisława Banasia). Zimą oferowało 7 miejsc na łóżkach, a latem 20 miejsc ogółem. W listopadzie 1936 roku Koło w Dziedzicach wykupiło od pięciu współwłaścicieli parcelę, na której położony był schron
We wrześniu 1937 roku, po uzyskaniu odpowiednich pozwoleń administracji wojewódzkiej – wymaganych z uwagi na położenie w strefie przygranicznej – rozpoczęto trwającą do grudnia rozbudowę. Dobudowano dwa nowe pomieszczenia z kuchnią, na poddaszu wybudowano pomieszczenie dla dzierżawcy, przedłużono ganek, zakupiono także 20 nowych łóżek. Dlasze prace wykończeniowe prowadzono jeszcze w roku 1938, jednak już od maja 1938 obiekt przyjmował turystów całorocznie.
Podczas II wojny światowej schroniskiem administrowało Beskidenverein (oddział Żywiec). Dopiero w 1941 roku udało się znaleźć osobę chętną do prowadzenia schroniska. Gospodynią została Anna Maciejna z Bielska, której pomagali ukrywający się przed Niemcami Alfred Kubica i Alfred Lastowica (późniejszy gospodarz schronisk na Lipowskiej i Rysiance). W schronisku bywali głównie polscy narciarze z Bielska, Żywca i Brzeszcz. Dzięki przekupieniu niemieckich żołnierzy z pobliskiej placówki Grenzschutzu z Rycerki w okolicy schroniska regularnie przekraczano granicę ze Słowacją, przemycając towary na wyposażenie obiektu. Po wybuchu w sierpniu 1944 roku słowackiego powstania narodowego Maciejna i Kubica zostali aresztowani pod zarzutem kontaktów ze Słowakami, a schronisko zajęła kompania strzelców alpejskich, jednak polscy gospodarze wkrótce powrócili do obiektu. W grudniu 1944 roku budynek został splądrowany przez oddział radzieckich partyzantów Anatola Jefremowa. W 1945 obekt zajęła polska straż graniczna, usuwając dotychczasowego zarządcę Franciszka Banasia, jednak nie zapobiegło to dalszym kradzieżom i dewastacjom.

### Po 1945
Po wojnie ogołocone z wyposażenia schronisko zostało otwarte w 1947 toku, jednak przez pierwsze lata oferowało bardzo prymitywne warunki. W 1948 roku jako zarządca do obiektu powrócił Franciszek Banaś. Dzięki środkom pochodzącym z dotacji powstała wówczas dzisiejsza jadalnia, ocieplono poddasze i uzyskano tam dodatkowe miejsc noclegowych. Za czasów gospodarowania Kazimierza Strzeleckiego (po 1963 roku) do schroniska doprowadzono wodę i prąd elektryczny z agregatu. W 1974 roku przeprowadzono pełną elektryfikację. W latach 60. XX wieku obok schroniska powstało małe alpinarium. Dobudowano także kuchnię turystyczną oraz szopę gospodarczą. Po 1987 roku, gdy gospodarzami byli Anna i Janusz Frontowie dokonano gruntownej modernizacji, nadając budynkowi obecny wygląd. Poszerzono wschodnie skrzydło budynku oraz podniesiono dach. W latach 1992–1996 dobudowano od strony wschodniej murowane skrzydło, następnie zmodernizowano środkową część budynku.
W sierpniu 2009 schronisko otrzymało pierwsze miejsce w rankingu schronisk górskich, sporządzonym przez polski magazyn turystyki górskiej n.p.m.. Dwa lata później zajęło 6 pozycję.

## Warunki pobytu
Schronisko oferuje 38 miejsc noclegowych w pokojach 2, 4, 6 i 12–osobowych. W razie braku miejsc możliwy jest także nocleg poza pokojami na własnej karimacie. Przed schroniskiem wyznaczone jest miejsce do rozbicia namiotów. Można korzystać z telewizora oraz stołu do tenisa stołowego, a także z paleniska do pieczenia kiełbasek. Do dyspozycji turystów jest bufet i jadalnia. Schronisko oferuje także wypożyczalnię rakiet śnieżnych.
W pobliżu schroniska znajdują się ścisłe rezerwaty przyrody Śrubita i Dziobaki. Ze schroniska prowadzą również szlaki do pobliskich schronisk na Wielkiej Raczy, Rycerzowej i Mładej Horze. W odległości 300 m od schroniska dostępny jest orczykowy wyciąg narciarski.
Na pobliskiej (około kwadransa drogi szlakiem niebieskim) Bendoszce Wielkiej znajduje się Krzyż Milenijny. Przez przełęcz przebiega też Szlak Papieski.

## Szlaki turystyczne
- z Kolonii Rycerki Górnej (1:15 h)
- z Rycerki Dolnej – Słowianki przez Bendoszkę Wielką (3 h)
- z Rycerki Dolnej – Słowianki doliną Rycerki (2:15 h)